# Aeroportul Saïda
Aeroportul Saïda (IATA: valoare necunoscută, ICAO: valoare necunoscută) este un aeroport din Provincia Saïda, Algeria ce deservește zona Saïda. A fost numit după zona deservită.
Situat la o altitudine de 733 m, aeroportul dispune de o singură pistă.